# Lasioglossum zephyrus
Lasioglossum zephyrus (meist, aber falsch, Lasioglossum zephyrum) ist eine Biene aus der Gattung Lasioglossum.

## Verbreitung und Habitat
Lasioglossum zephyrus kommt in weiten Teilen der USA vor. Sie baut Nester im Boden, meist in Südrichtung an Flüssen und Bächen. Die Gänge im Nest sind etwa 4 mm im Durchmesser und verzweigt. Der Zugang von außen ist meist etwa 2 mm im Durchmesser.

## Lebensweise und Vermehrung
Lasioglossum zephyrus ist primitiv eusozial. Der Nestbau durch die Weibchen findet wie bei solitären Tieren statt. Es gibt keine klare Abgrenzung zwischen Arbeiterinnen und Königinnen wie bei anderen eusozialen Arten. Andererseits bewohnen die Weibchen unterschiedlicher Generationen teils gemeinsam Nester. Befruchtete Weibchen überwintern in Nestern und ziehen im Frühjahr ab April aus, um neue Nester zu bauen. Die ersten Nachkommen schlüpfen meist im Mai. Im September geborene Individuen paaren sich und die befruchteten Weibchen überwintern wiederum. Eier werden einzeln in Eikammern im Nest gelegt, zusammen mit einem Pollen-Klumpen. Die Wände werden mit einem wasserabweisenden Schutzfilm versehen.

## Biochemie

Das Sekret der Dufour-Drüse von Lasioglossum zephyrus enthält Octadecanolid und andere Lactone

Die Dufour-Drüse von Lasioglossum zephyrus enthält Makrolide wie Octadecanolid, Eicosanolid und Docosanolid sowie ungesättigte Derivate davon. Derartige Lactone dienen bei vielen Arten zur Herstellung einer Schutzschicht um Eikammern. Bei Lasioglossum zephyrus dienen sie zusätzlich als Sexualpheromon.